# 十牛圖
十牛圖是中國佛教禪宗修行的圖示，有許多版本。牧牛圖頌通常由頌與圖組成，頌自身有時又包括一短序。自宋代以來，這類作品很多，其中有三種很為時人留意。其作者分別為清居、廓庵、自得。清居的是五圖，廓庵的是十圖，自得的則是六圖。在這幾種作品中， 廓庵的顯然最為完備，它包括圖、頌與序三部。亦有認為十牛圖為宋代廓庵師遠改作清居禪師八牛圖而成。現在流傳較廣的有宋朝廓庵師遠與普明禪師的版本各有十幅。

## 廓庵的十牛圖[3][4]

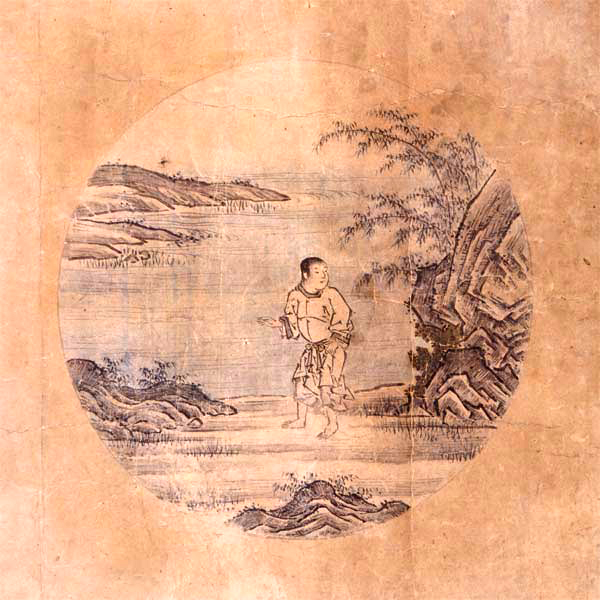
1) 尋牛
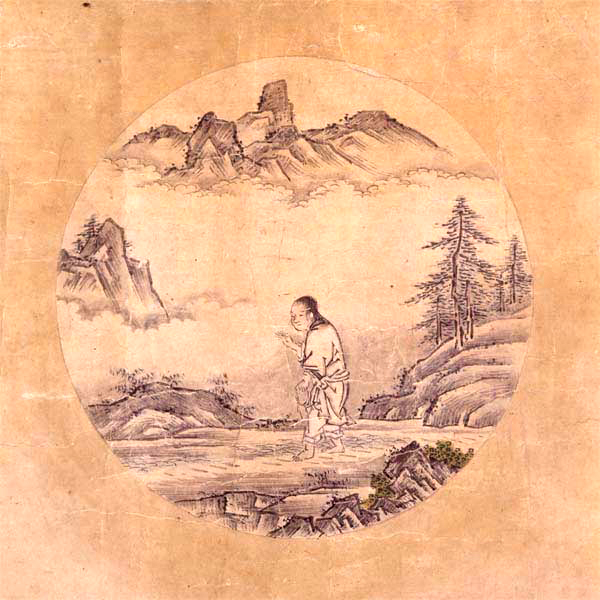
2) 見跡
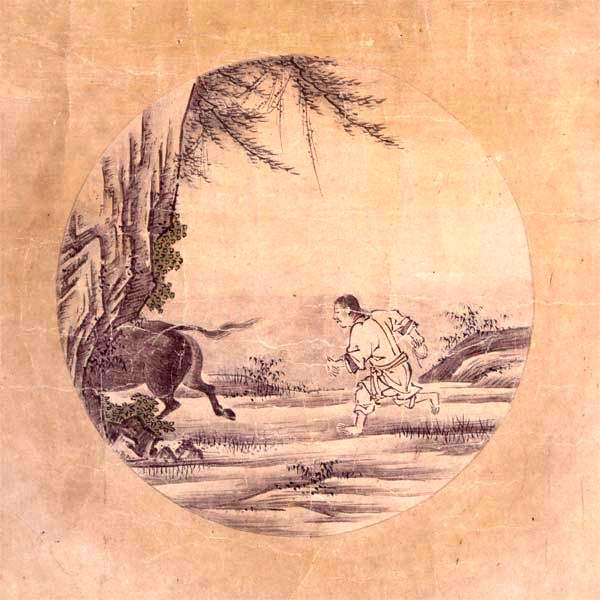
3) 見牛
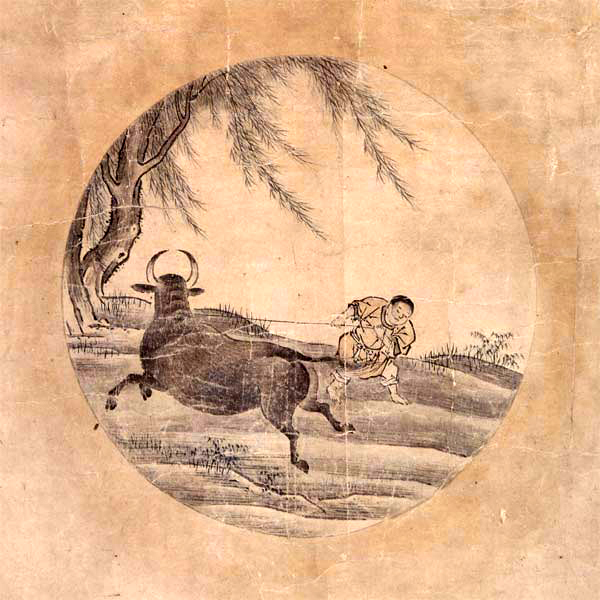
4) 得牛
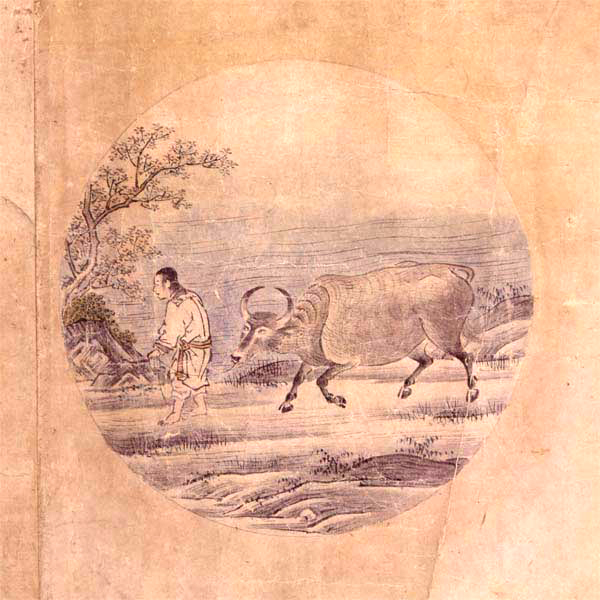
5) 牧牛
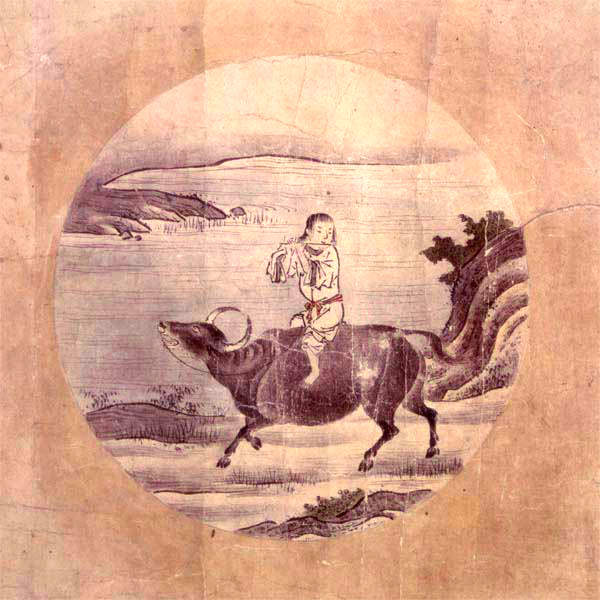
6) 騎牛歸家
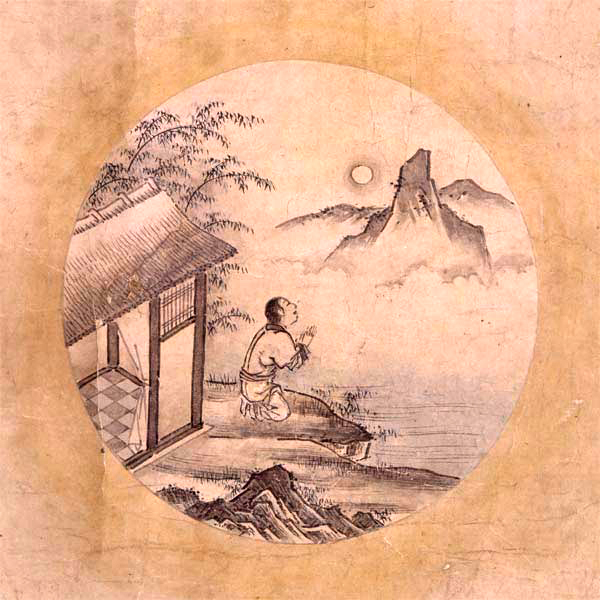
7) 忘牛存人
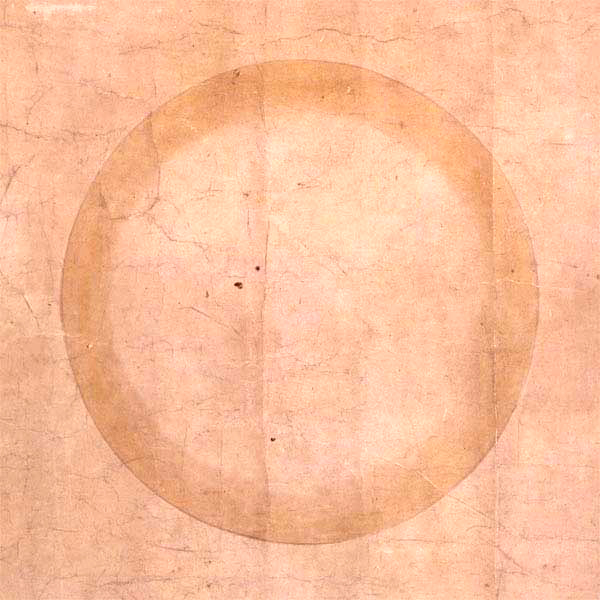
8) 人牛俱忘
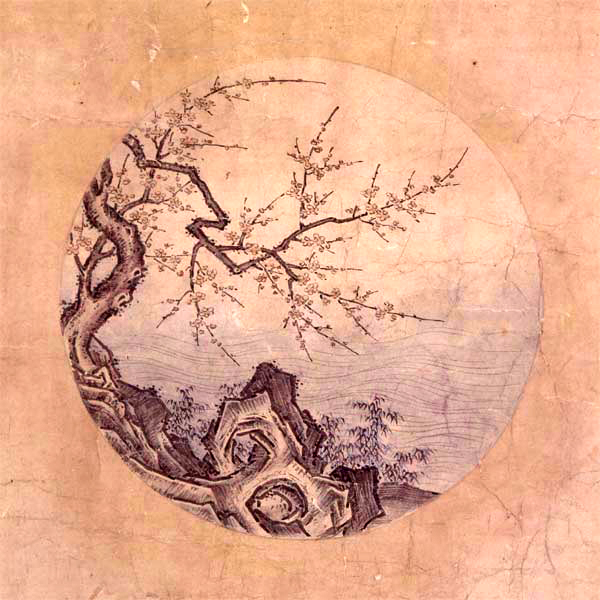
9) 返本還源
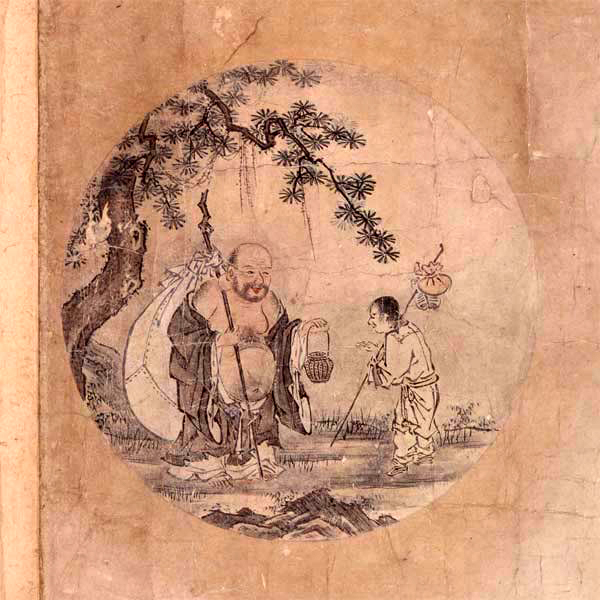
10) 入鄽垂手

## 普明的十牛圖[5]
1. 未牧 相當於廓庵禪師十牛圖中的尋牛、見跡、與見牛
2. 初調 相當於得牛
3. 受制 相當於牧牛1
4. 迴首 相當於牧牛2
5. 馴伏 相當於騎牛歸家1
6. 無礙 相當於騎牛歸家2
7. 任運 相當於騎牛歸家3
8. 相忘 相當於騎牛歸家4
9. 獨照 相當於忘牛存人
10. 雙泯 相當於人牛俱忘

## 兩者的比較
廓庵與普明皆以牧童喻心、牛喻性。值得一提的是兩者皆不以人馴服牛為終局。甚至不確定是人馴服牛或是牛馴服人。兩者亦有其不同之處：普明圖中牛色由黑逐漸一段段的變白，隱喻野性的去除，廓庵圖中並無此變，喻本性須認清但不見得須由黑變白。普明十牛圖以“雙泯”告終，相當於廓庵的第八圖“人牛俱忘”。這原本是修行的完美境界，為了表示入世愛人普渡眾生的慈悲心，廓庵加了“返牛還源”與“入廛垂手”。

## 對分析心理學的影響
日本首位容格分析心理學學者河合隼雄在《佛教與心理治療藝術》一書中將十牛圖與容格所研究的西方心靈煉金術中的十幅玫瑰園圖（Rosarium Philosophorum，Rosary of the Philosophers)  作比較，而認為其中有相似之處。十牛圖中牧童象徵意識或自我（ego），牛象徵無意識或自性（Self），
而「玫瑰園圖」中男與女亦象徵意識與無意識。所以十牛圖與「玫瑰園圖」都象徵意識與無意識的融合，有相通之處。
美國容格學者J. Marvin Spiegelman，與日裔美籍容格學者目幸黙僊（MIYUKI, Mokusen）認為十牛圖就是容格分析心理學中的個性化。他並指出普明第十圖“雙泯”的圖像是一輪明月，與容格喜愛的曼荼羅（mandala）形象類似。廓庵最後兩圖可看作自我與自性又再分開，待下次時機成熟再融合。